# 東京 (桑田佳祐の曲)
「東京」（とうきょう）は、桑田佳祐の楽曲。自身の8作目のシングルとして、タイシタレーベルから12cmCD・12インチレコードで2002年6月26日に発売された。
2016年2月26日にはダウンロード配信、2019年12月20日にはストリーミング配信を開始した。

## 背景・リリース
前作の「白い恋人達」から約8か月ぶりに発売されたシングルで、2002年9月に発売されたアルバム『ROCK AND ROLL HERO』の先行シングルである。
本作も初回盤はOリングケース付の仕様になっているが、単なるケースではなく、歌詞カード部分のジャケットとは色違いのイラストが描かれた紙のケースになっており、スライド式でCDケースをOリングケースに収納する形になっている。30cmピクチャーディスク仕様のアナログ盤も同時発売された。

## アートワーク
ジャケットに関しては、CD盤では当時公開されていた和服を羽織り和傘を差した桑田のアーティスト写真に加工を施したもの、アナログ盤では赤い和傘を差している人が大量に描かれた浮世絵風のイラストがデザインされたものになっている。

## 批評
桑田はマスタリング終了直後に、ビクタースタジオの別フロアでレコーディングをしていた関口和之に本作を聴かせており、当時公開されたレコーディング日誌には桑田と関口がミーティングルームで本作を共に聴く姿の写真が収められている。関口は本作に対して「シングルというよりアルバムを聴いているみたいな作品としてのバランスの良さを感じる。『東京』の男臭さは素晴らしい!」と評価する旨を桑田に話している。

## 受賞歴
| 年     | 音楽賞                         | 結果                     | 出典   |
| ------ | ------------------------------ | ------------------------ | ------ |
| 2003年 | 第17回日本ゴールドディスク大賞 | ソング・オブ・ザ・イヤー | [ 11 ] |
| 2003年 | SPACE SHOWER MUSIC AWARDS      | VIDEO OF THE YEAR        |        |

## チャート成績
本作はオリコン週間ランキングでソロシングル初となる2週連続1位を獲得し、累計55.0万枚（オリコン調べ）を売り上げた。

## 収録曲
- 収録時間：17:15

1. 東京 (6:28)
（作詞・作曲：桑田佳祐 / 編曲：桑田佳祐 & THE BALDING COMPANY）
桑田が言うには「サスペンスドラマ的な雰囲気」の楽曲[13]。ミュージック・ビデオもそのようなストーリーとなっており、桑田が扮するタクシー運転手「石本圭三」が、中尾彬が扮する「高垣芳郎」と小島聖が扮する「鳩田美貴子」を乗車させるというものである[14]。このMVには、通常のものと「完全版」と呼ばれるものが存在している。どちらも途中の内容は基本的に同じだが、ストーリーの結末がそれぞれ異なっており、どちらも『D.V.D. WONDER WEAR 桑田佳祐ビデオクリップス2001〜2002』に収録されている[15]。
2016年にWOWOWで放送された特別番組「偉大なる歌謡曲に感謝 〜東京の唄〜」では新しいアレンジ（編曲：島健）がなされ歌唱された。本バージョンは同年に発売された自身のシングル「ヨシ子さん」の初回限定盤にボーナストラックとして「TOKYO Big Band Session」というサブタイトルで収録された[16]。
2. 夏の日の少年 (4:26)
（作詞・作曲：桑田佳祐 / 英語補作詞：Tommy Snyder / 編曲:桑田佳祐 & THE BALDING COMPANY）
Town & Country CMソング。
バーズなどの、1960年代にボブ・ディランの影響から生まれたフォークロックのスタイルの楽曲[17]。ポップな曲調に内省的な歌詞が特徴である[18]。CDジャーナルからは「曲調はポップだが、歌詞は胸が痛くなるほど悲痛な内容」「初期ビートルズを彷彿とさせる桑田佳祐らしいロック・ナンバー」と評された[19]。
3. EBOSHI RADIO STATION “Hits from Coast to Coast” (DJ:SHANTI)  (0:49)
（作詞・作曲・編曲：桑田佳祐）
「サウンドステッカーのようなものをレコーディングしたい」という桑田の意向で制作された楽曲[20]。上述した先行する2曲と次の曲である「可愛いミーナ」の曲調のアンバランスさを緩和しながら一つの流れを作る目的があった[20]。
シンガーソングライターのシャンティ・スナイダーがコーラスとラジオDJ役で参加している。シャンティの台詞は桑田が書いた邦文を英訳した上で発せられたものである。桑田はシャンティの英語の発音に「やっぱりシャンティがやるとスゴイな。本物だ!」と頷いた[21]。
2023年10月1日に桑田の故郷である茅ヶ崎市にて開局されたコミュニティFM『茅ヶ崎エフエム』の通称は本楽曲から拝借した『EBOSHI RADIO STATION』となっている[22]。開局を告知するYouTubeの動画ではBGMとして本楽曲のジングル部分が使用され、同ラジオ局の放送でも番組開始前に流れるようになっている[23]。
4. 可愛いミーナ (5:23)
（作詞・作曲・編曲：桑田佳祐 / 弦編曲：島健）
コカ・コーラ「No Reason」キャンペーンCMソング。ユニクロ「Life Wear/洗えるウール編」CMソング[注釈 3]。テレビ東京系バラエティ番組『有吉ぃぃeeeee!そうだ!今からお前んチでゲームしない?』2020年9月度エンディングテーマ[25]。
表題曲の「東京」とは曲調や詞の内容が正反対の楽曲[26]。タイトルの「ミーナ」は桑田が好きな曲と公言している「砂に消えた涙」を歌うイタリアの歌手、ミーナ・マッツィーニからとったもの[27]。歌詞にはモップトップやジャニーギター[注釈 4]など1950年代 - 1970年代を連想させる単語が使われている。
収録曲の中で唯一、1990年代に録音が開始された。なお、桑田はこの曲に対して「5年前（1997年頃）ならA面にこの曲を持って来たかも知れないな。でも今はそれをやったら駄目なんだ」という思いをミックスの確認をした際に語っている[29]。
サザンオールスターズのメンバーである原由子と松田弘もレコーディングに参加している。

## 参加ミュージシャン
- 東京
  - 桑田佳祐:Vocal, Electric Guitar & Chorus
  - 斎藤誠:Electric Guitar
  - 角田俊介:Bass
  - 河村智康:Drums
  - 片山敦夫:Acoustic Piano
  - 角谷仁宣:Manipulator
- 夏の日の少年
  - 桑田佳祐:Vocal, Acoustic Guitar, Harmonica & Chorus
  - 斎藤誠:Electric Guitar
  - 角田俊介:Bass
  - 河村智康:Drums
  - 片山敦夫:Organ
  - 角谷仁宣:Manipulator
- EBOSHI RADIO STATION “Hits from Coast to Coast” (DJ:SHANTI)
  - 桑田佳祐:Electric Guitar, Keyboards & Chorus
  - SHANTI:D.J. & Chorus
  - 池川佳葉:Telephone Operator
  - 山門雅代:Telephone Operator
  - 疋田静花:Telephone Operator
  - 加藤茂:Telephone Operator
  - 角谷仁宣:Manipulator
- 可愛いミーナ
  - 桑田佳祐:Vocal, Keyboards & Chorus
  - 小倉博和:Gut Guitar & Electric Guitar
  - 松田弘:Add, Drums Fill
  - 原由子:Keyboards & Chorus
  - 三沢またろう:Percussion
  - 金原千恵子ストリングス:Strings
  - 朝川朋之:Harp
  - 角谷仁宣:Manipulator

## 収録アルバム
| 曲名                                                        | 作品名                     | 備考                         |
| ----------------------------------------------------------- | -------------------------- | ---------------------------- |
| 東京                                                        | ROCK AND ROLL HERO         |                              |
| 東京                                                        | I LOVE YOU -now & forever- |                              |
| 夏の日の少年                                                | ROCK AND ROLL HERO         | 一部テイク違いとなっている。 |
| EBOSHI RADIO STATION “Hits from Coast to Coast” (DJ:SHANTI) | アルバム未収録             |                              |
| 可愛いミーナ                                                | TOP OF THE POPS            |                              |
| 可愛いミーナ                                                | I LOVE YOU -now & forever- |                              |
| 可愛いミーナ                                                | いつも何処かで             |                              |

## ミュージック・ビデオ収録作品
| 曲名                                                        | 作品名                                                |
| ----------------------------------------------------------- | ----------------------------------------------------- |
| 東京                                                        | D.V.D. WONDER WEAR 桑田佳祐ビデオクリップス2001〜2002 |
| 東京                                                        | MVP                                                   |
| 夏の日の少年                                                | 未収録                                                |
| EBOSHI RADIO STATION “Hits from Coast to Coast” (DJ:SHANTI) | 未収録                                                |
| 可愛いミーナ                                                | 未収録                                                |

## ライブ映像作品
| 曲名                                                        | 作品名                                                                  | 備考 |
| ----------------------------------------------------------- | ----------------------------------------------------------------------- | --- |
| 東京                                                        | けいすけさん、ビデオも色々と大変ねぇ。                                  | |
| 東京                                                        | 桑田さんのお仕事 07/08 〜魅惑のAVマリアージュ〜                         | |
| 東京                                                        | 桑田佳祐 LIVE TOUR & DOCUMENT FILM 「I LOVE YOU -now & forever-」完全盤 | |
| 東京                                                        | がらくたライブ                                                          | |
| 東京                                                        | ごはん味噌汁海苔お漬物卵焼き feat. 梅干し                               | 完全生産限定盤A・B封入のBlu-ray・DVDに収録。2021年3月7日にブルーノート東京で開催した配信限定ライブ『静かな春の戯れ ～Live in Blue Note Tokyo～』での歌唱。                                                                                                 |
| 東京                                                        | LIVE TOUR 2021「BIG MOUTH, NO GUTS!!」                                  | |
| 夏の日の少年                                                | けいすけさん、ビデオも色々と大変ねぇ。                                  | |
| EBOSHI RADIO STATION “Hits from Coast to Coast” (DJ:SHANTI) | 未収録                                                                  | |
| 可愛いミーナ                                                | けいすけさん、ビデオも色々と大変ねぇ。                                  | |
| 可愛いミーナ                                                | 桑田さんのお仕事 07/08 〜魅惑のAVマリアージュ〜                         | |
| 可愛いミーナ                                                | 桑田佳祐 LIVE TOUR & DOCUMENT FILM 「I LOVE YOU -now & forever-」完全盤 | Disc 1に収録されているライブ本編（さいたまスーパーアリーナ公演）では大サビがカットされている。ツアー終盤には大サビが再び演奏されるようになっており、Disc 2に収録されているDOCUMENT FILM 「I LOVE YOU -now & forever-」でその旨が映像と共に触れられている。 |
| 可愛いミーナ                                                | お互い元気に頑張りましょう!! -Live at TOKYO DOME-                       | 大サビが一部省略されている。 |